# Droomtijd

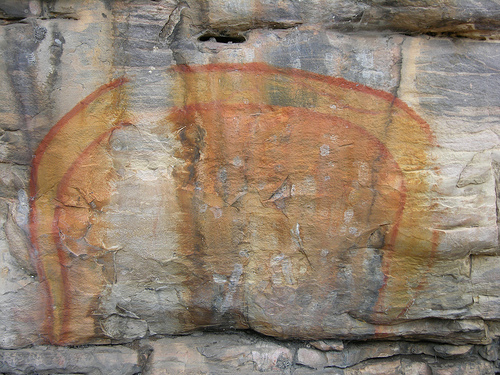
Afbeelding van de regenboogslang, welke vaak een rol speelt in de verhalen over de droomtijd

Droomtijd (Engels: Dreamtime), ook wel bekend als Tjukurpa, is de mythologie van de Australische Aborigines. Het is een tijd van ordening, niet een tijd van schepping. Hierin speelt het hedendaagse landschap een belangrijke rol. Belangrijke punten in het landschap vervullen belangrijke functies in de mythologie.
Voor de Aboriginals is het landschap een soort bijbel. Er zijn allerlei belangrijke gebeurtenissen uit de droomtijd van af te lezen. Een van de belangrijkste locaties is Uluṟu (voorheen Ayers Rock genoemd). Zo zijn verschillende scheuren in deze rots volgens de Aboriginals overblijfselen van een grote strijd tussen twee mythologische wezens. En in sommige overhangen en grotten schuilen nog steeds de geesten van vroeger, en zo wordt van andere specifieke holen gedacht dat ze zijn gegraven door mythologische mollen. Dit geldt uiteraard niet voor Aboriginals die aan de andere kant van Australië woonden, want die hadden waarschijnlijk nog nooit van Uluṟu gehoord, maar het is wel een goed voorbeeld.
Bij de belangrijke locaties in het gebied heerst er een strikte scheiding tussen mannen en vrouwen, die streng wordt gehandhaafd. Er zijn bepaalde gedeelten van bijvoorbeeld Uluṟu die speciaal over vrouwenzaken gaan en daar mogen de mannen dan ook niet komen en omgekeerd. Met niet-Aborigines wordt ook tegenwoordig niet gedetailleerd over de rituelen en historische gebeurtenissen rond de Tjukurpa gesproken.
De Aboriginals geloven sterk dat de geesten van de voorvaderen nog steeds aanwezig zijn op aarde. De zielen van de overledenen blazen kracht in bij de nieuwe generatie. Elke geest blijft dicht bij de plaats waar hij is overleden. Zodat daar de vermeende uitstralingskracht dan ook het sterkste is. Veel geesten houden zich op rond belangrijke plaatsen, waardoor die nog heiliger worden.